# Bracalba nigrescens
Bracalba nigrescens är en stekelart som först beskrevs av Alan Parkhurst Dodd 1920.  Bracalba nigrescens ingår i släktet Bracalba och familjen Scelionidae. Inga underarter finns listade.